# Лекаревка (Кировоградская область)
Ле́каревка (укр. Лікарівка) — село в Приютовской поселковой общине Александрийского района Кировоградской области Украины.
Население по переписи 2001 года составляло 820 человек. Почтовый индекс — 28032. Телефонный код — 5235. Код КОАТУУ — 3520384601.